# Hrabstwo Houston (Minnesota)

Piramida wieku hrabstwa

Hrabstwo Houston ze stolicą w Caledonia znajduje się w południowo-wschodniej części stanu Minnesota, USA. Według danych z roku 2005 zamieszkuje je 19 941 mieszkańców, z czego 98,47% stanowią biali. Nazwa hrabstwa pochodzi od nazwiska amerykańskiego polityka Sama Houston.

## Warunki naturalne
Hrabstwo zajmuje obszar 1 473 km² (569 mi²), z czego 1 446 km² (558 mi²) to lądy, a 27 km² (10 mi²) wody. Graniczy z innymi hrabstwami: 
- Hrabstwo Winona (północ)
- Hrabstwo La Crosse (północny wschód)
- Hrabstwo Vernon (wschód)
- Hrabstwo Allamakee (południe)
- Hrabstwo Winneshiek (południowy zachód)
- Hrabstwo Fillmore (zachód)

### Główne szlaki drogowe
- Minnesota State Highway 16
- Minnesota State Highway 26
- Minnesota State Highway 44
- Minnesota State Highway 76

## Demografia
Według spisu z 2000 roku hrabstwo zamieszkuje 19 718 osób, które tworzą 7 633 gospodarstw domowych oraz 5 411 rodzin. Gęstość zaludnienia wynosi 14 osób/km². Na terenie hrabstwa jest 8 168 budynków mieszkalnych o częstości występowania wynoszącej 6 budynków/km². Hrabstwo zamieszkuje 98,47% ludności białej, 0,31% ludności czarnej, 0,18% rdzennych mieszkańców Ameryki, 0,37% Azjatów, 0,02% mieszkańców Pacyfiku, 0,14% ludności innej rasy oraz 0,51% ludności wywodzącej się z dwóch lub więcej ras, 0,61% ludności to Hiszpanie, Latynosi lub inni. Pochodzenia niemieckiego jest 43,1% mieszkańców, 29,6% norweskiego, a 7,5% irlandzkiego.
W hrabstwie znajduje się 7 633 gospodarstw domowych, w których 34,4% stanowią dzieci poniżej 18. roku życia mieszkający z rodzicami, 60% małżeństwa mieszkające wspólnie, 7,4% stanowią samotne matki oraz 29,1% to osoby nie posiadające rodziny. 25,4% wszystkich gospodarstw domowych składa się z jednej osoby oraz 12% żyję samotnie i jest powyżej 65. roku życia. Średnia wielkość gospodarstwa domowego wynosi 2,53 osoby, a rodziny 3,05 osoby.
Przedział wiekowy populacji hrabstwa kształtuje się następująco: 27,2% osób poniżej 18. roku życia, 6,8% pomiędzy 18. a 24. rokiem życia, 26,8% pomiędzy 25. a 44. rokiem życia, 23,1% pomiędzy 45. a 64. rokiem życia oraz 16% osób powyżej 65. roku życia. Średni wiek populacji wynosi 39 lat. Na każde 100 kobiet przypada 97,5 mężczyzn. Na każde 100 kobiet powyżej 18. roku życia przypada 95,1 mężczyzn.
Średni dochód dla gospodarstwa domowego wynosi 40 680 dolarów, a średni dochód dla rodziny wynosi 49 196 dolarów. Mężczyźni osiągają średni dochód w wysokości 32 557 dolarów, a kobiety 22 158 dolarów. Średni dochód na osobę w hrabstwie wynosi 18 826 dolarów. Około 4,2% rodzin oraz 6,5% ludności żyje poniżej minimum socjalnego, z tego 6,4% poniżej 18 roku życia oraz 11,2% powyżej 65. roku życia.

## Miasta

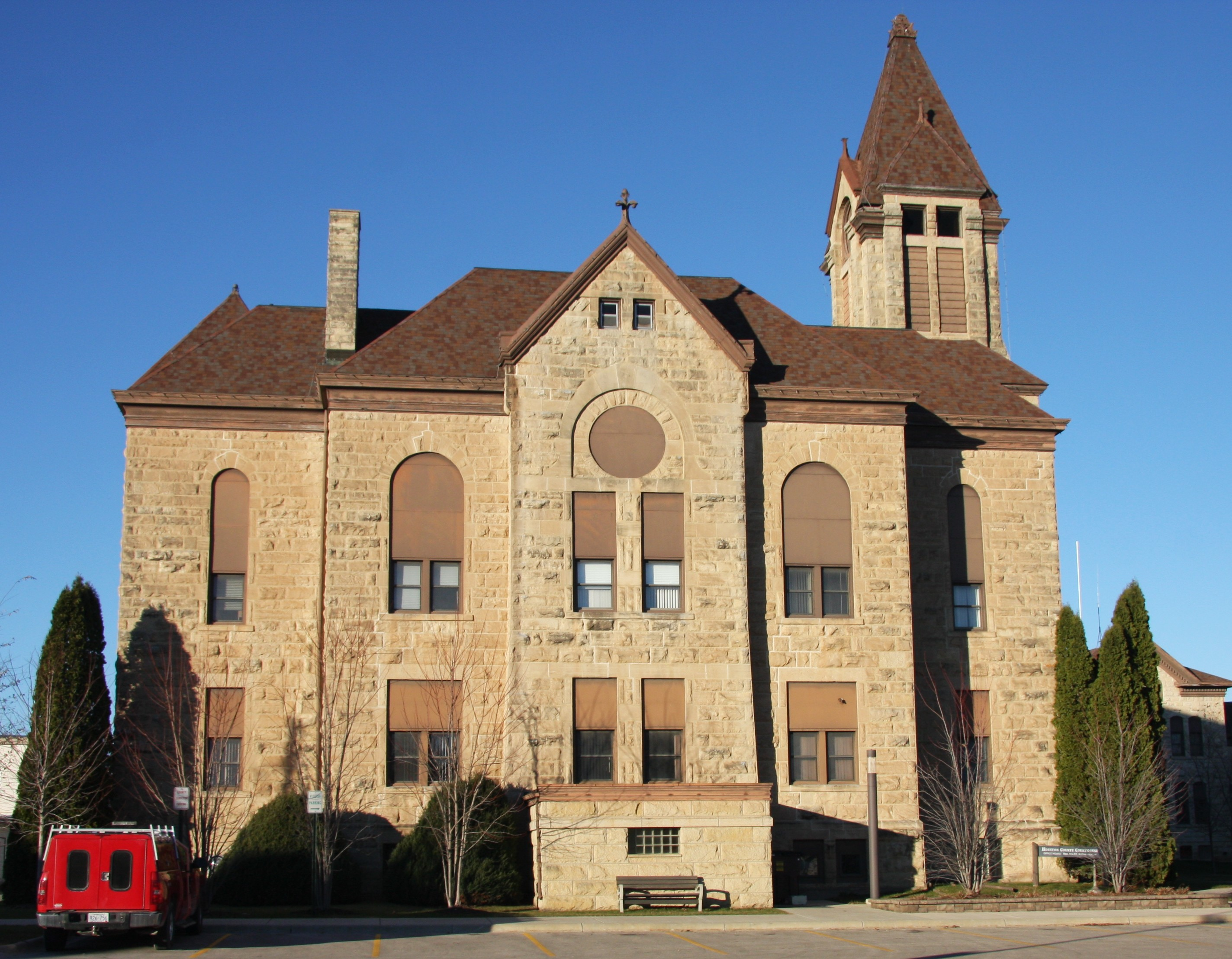
Gmach sądu hrabstwa Houston w Caledonia.

- Brownsville
- Caledonia
- Eitzen
- Hokah
- Houston
- La Crescent
- Spring Grove